# 대구광역시달성교육지원청
대구광역시달성교육지원청(大邱廣域市達城敎育支援廳, Daegu Dalseong Office of Education)은 대구광역시 달성군을 관할하는 대구광역시교육청 산하의 교육지원청이다.
교육장은 장학관으로 보한다.

## 연혁
- 1991년 달성군교육청에서 경상북도달성교육청으로 명칭 변경.
- 1995년 대구광역시달성교육청으로 명칭 변경.
- 2010년 대구광역시 달성교육지원청으로 명칭 변경
- 2021년 남구 대명10동에서 달성군 옥포읍 강림리로 청사 이전

## 산하기관

### 유치원
|  |

### 초등학교
| - 대구가창초등학교 - 대구구지초등학교 - 대구금계초등학교 - 대구금포초등학교 - 대구남동초등학교 - 대구논공초등학교 - 대구다사초등학교 | - 대구도림초등학교 - 대구동곡초등학교 - 대구매곡초등학교 - 대구명곡초등학교 - 대구반송초등학교 - 대구북동초등학교 - 대구서재초등학교 | - 대구옥포초등학교 - 대구왕선초등학교 - 대구용계초등학교 - 대구유가초등학교 - 대구죽곡초등학교 - 대구천내초등학교 - 대구하빈초등학교 | - 대구현풍초등학교 - 대구화남초등학교 - 대구화동초등학교 - 대구화원초등학교 |

### 중학교
| - 가창중학교 - 경서중학교 - 구지중학교 - 논공중학교 | - 다사중학교 - 달서중학교 - 달성중학교 - 북동중학교 | - 심인중학교 - 서재중학교 - 왕선중학교 - 천내중학교 | - 포산중학교 - 현풍중학교 - 화원중학교 |

## 같이 보기
- 대한민국 교육부